# ألكوركون سينترال (محطة مترو أنفاق مدريد)
ألكوركون سينترال (بالإسبانية: Estación de Alcorcón) هي محطة مترو أنفاق في مدينة ألكوركون، مدريد في إسبانيا، تقع على الخط رقم 12.